# Colossus (hullámvasút)
A Colossus egy hullámvasút a Thorpe Park vidámparkban, Surrey-ben (Anglia), építője a svájci Intamin AG, tervezője Werner Stengel. A Colossus a világon az első olyan hullámvasút, mely tízszer fordul át egy menet során. Később épült meg egy pontos másolata, a Tenth Ring Roller Coaster a kantoni Chimelong Paradise vidámparkban.
A 30 méter magas hullámvasút legnagyobb sebessége 72 km/h. 850 méteres pályáját 1 perc 45 másodperc alatt teszi meg. Vonatonként 28 utas a befogadóképessége. A tíz átfordulásos menet intenzív, „utolsó fordulata olyan alacsony, hogy közben virágot tudnál szedni a földről”. A negatív kritikák szerint szegényes a vonatok designja, illetve egyesek szerint kényelmetlenek az ülések.